# Geoffrey Bouchard
Geoffrey Bouchard (Dijon, Côte-d'Or, 1 de abril de 1992) es un ciclista francés, miembro del equipo Decathlon AG2R La Mondiale Team.

## Palmarés
2018
- Tour de Alsacia, más 1 etapa
- Entre Brenne y Montmorillonnais

2019
- Clasificación de la montaña de la Vuelta a España

2021
- Clasificación de la montaña del Giro de Italia

2022
- 1 etapa del Tour de los Alpes

## Resultados en Grandes Vueltas
| Carrera | Carrera         | 2019 | 2020 | 2021 | 2022 | 2023 | 2024  | 2025 |
| ------- | --------------- | ---- | ---- | ---- | ---- | ---- | ----- | ---- |
|         | Giro de Italia  | —    | 55.º | 58.º | —    | —    | —     | Ab.  |
|         | Tour de Francia | —    | —    | —    | Ab.  | —    | —     | —    |
|         | Vuelta a España | 47.º | —    | 14.º | —    | Ab.  | 108.º | —    |

-: no participa

Ab.: abandono